# دانبروویتسه (استان اوپوله)
دانبروویتسه (به لهستانی:  Dąbrowice) یک روستا در لهستان است که در گمینا خژانستوویتسه واقع شده‌است.